# Ібрагімов Рінат Рашидович
Рінат Рашидович Ібрагімов (рос. Ринат Рашидович Ибрагимов; 7 березня 1986, м. Усть-Каменогорськ, СРСР) — російський хокеїст, захисник. Виступає за «Металург» (Магнітогорськ) у Континентальній хокейній лізі.
Вихованець хокейної школи «Металург» (Магнітогорськ). Виступав за «Металург-2» (Магнітогорськ), «Лада» (Тольятті), «Югра» (Ханти-Мансійськ).
У складі юніорської збірної Росії учасник чемпіонату світу 2004.
Досягнення
- Чемпіон Росії (2007), бронзовий призер (2008, 2009)
- Володар Кубка європейських чемпіонів (2008)
- Фіналіст Ліги чемпіонів (2009)
- Володар Кубка Гагаріна (2014).